# Дербачка (річка)
Дербачка (інша назва — Стара Ріка) — річка в Україні, в межах Тячівського району Закарпатської області. Права притока Тиси (басейн Дунаю).

## Характеристика
Довжина 13 км, площа водозбірного басейну 23,6 км². Похил річки 9,4 м/км. У верхній течії має характер гірської річки, нижче (в межах Верхньотисинської улоговини) набуває рис рівнинної річки.

## Розташування
Витоки розташовані неподалік урочища Лонка, на південний схід від села Теребля. Річка починає шлях з труби, встановленої у дамбі, неподалік села Руське Поле, яка захищає село від паводків на річці Тереблі. Тече на південний захід. Впадає до Тиси на південь від села Руське Поле.
Річка поділяє село Руське Поле на дві великі частини — лівобережну і правобережну.

## Історія утворення
Згідно з геологічними матеріалами, річка Дербачка утворилась при зміні основного русла Тереблі приблизно в VII тис. до н. е., у період відходу льодовика, що панував на тутешніх територіях.
При будівництві гідротехнічної споруди — дамби для села Руське Поле, початок річки засипали, натомість проклали трубу, якою пустили витік річки.

## Значення
Річка має рекреаційне, сільськогосподарське значення. Слугує для відпочинку жителів Руського Поля та довколишніх сіл.